# Nanuza luetzelburgii
Nanuza luetzelburgii là một loài thực vật có hoa trong họ Velloziaceae. Loài này được R.J.V.Alves mô tả khoa học đầu tiên năm 2002.